# 방재윤

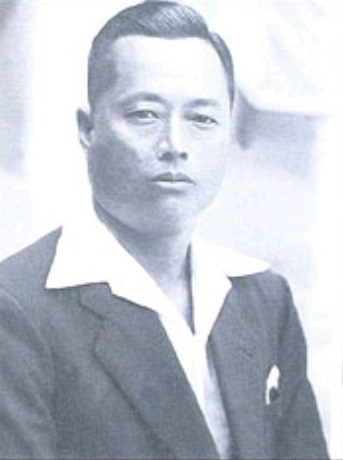
방재윤, 1930년경

방재윤(方在胤, 1901년 ?월 ?일 ~ 1940년 4월 30일)은 일제강점기의 기업인이자 교육자였다. 본관은 온양이다. 방응모의 친조카이자 양아들이었다. 다른 이름은 재윤(在允)이다.
1923년 교사에 임용되어 보통학교(초등)의 교사로 활동하다가 1930년 일본으로 유학, 주오대학교 법학부를 졸업하고 귀국했다. 다시 보통학교 교사로 활동하다가 1936년 8월 교사를 사직하고, 바로 조선일보사 본사 서무부원으로 입사, 1937년 5월 조선일보사 사업부장에 임명되어 방응모가 함경남도 영흥군에서 추진한 나무심기 사업의 총책임을 맡았다. 1940년 4월 식중독으로 병원에 입원했다가, 간호사의 주사 오진료로 사망했다. 1923년 또는 1924년 8월 23일 생부 방응곤에 의해 친삼촌 방응모의 양자로 입양되었다. 조선일보의 사주를 역임한 방일영, 방우영 형제의 아버지이다.

## 생애
1901년(광무 5년) ?월 ?일 방응곤의 둘째 아들로 태어났으며, 형제로는 방재순과 방재명이 있었다. 의주농업학교를 졸업하고, 3종 교원 자격을 취득하였으며, 일본으로 유학하여 일본 주오대학을 졸업하고 귀국했다.
1923년 교사에 임용되어 박천군의 박천공립보통학교 교사가 되고, 1924년 가산공립보통학교로 발령되었다.
동아일보의 지국장이자 조선일보의 사주였던 삼촌 방응모의 본부인 승계도가 두 아들을 두었으나 장티푸스로 요절했고, 승계도는 경성의전에서 복부 수술을 받았으나 수술이 잘못되어 임신하지 못했다. 1923년 또는 1924년 8월 23일 생부 방응곤에 의해 삼촌인 방응모의 양자로 입양되었다.
그해 이성춘(李成春)과 결혼, 아들 방일영, 방필영, 딸 방숙영과 아들 방우영, 딸 방순영, 방선영이 태어났다. 둘째 아들 방필영은 일찍 죽었고, 딸 방숙영은 1951년 한국 전쟁 중 1.4 후퇴 때 사망했다.
1926년 가산공립보통학교가 가산보통학교로 학교명이 변경되었으나 그대로 유임되었다. 1930년 정주보통학교로 전근되었다. 1930년 정주보통학교 교사직을 사퇴하고, 다시 일본으로 유학, 주오대학 법학부에 입학했다.
1934년 3월 20일 주오대학 법학부를 졸업하고 귀국, 다시 정주보통학교 교사가 되었다가 박천보통학교로 발령되었다. 정주보통학교 5학년 담임으로 재학 중, 그의 반 아이 중애 부모를 모두 일찍 여읜 임삼진(林三鎭)을, 담임이었던 방재윤이 정주의 자신의 집ㅇ으로 데려와 가족처럼 키우기 시작했다.  어린 임삼진이 담임선생의 손에 이끌려 그의 저택에 들어가면서 초등학교 3학년인 방일영과 5살인 방우영을 만났다.
1936년 8월 박천보통학교 교사를 사직하고, 바로 조선일보사 본사 서무부원으로 입사했다. 1937년 5월 조선일보사 사업부장에 임명되어 방응모가 함경남도 영흥군에서 추진한 나무심기 사업의 총책임을 맡았다. 1940년 4월 식중독으로 병원에 입원해 주사를 맞다가, 간호사의 주사 오진료로 사망했다.

## 사후
양아버지 방응모가 1950년 6.25 전쟁 중 실종되면서 조선일보사는 그의 장남 방일영과 셋째아들 방우영에게 상속되었다.

## 가족 관계
- 할아버지 : 방계준(方桂準)
  - 종조부 : 방계묵
- 친 아버지 : 방응곤(方應坤)
  - 친 형 : 방재순(方在淳)
  - 친 동생 : 방재명(方在明)
- 양 아버지 : 방응모(方應謨, 1883년 9월 29일 ~ 1950년 8월?)
- 양 어머니 : 승계도
- 양 계모 : 이인숙
- 부인 : 이성춘
  - 아들 : 방일영(方一榮, 1923년 ~ 2003년)
    - 손자 : 방상훈(方相勳, 1948년 ~)
    - 손자 : 방용훈(方容勳, 1952년 ~)

  - 아들 : 방필영(方必榮, 1924년 ~ 1926년)
  - 딸 : 방숙영(? ~ 1951년 1월)
  - 아들 : 방우영(方又榮, 1928년 ~ 2016년)
    - 손자 : 방성훈(方聖勳, 1973년 ~)

  - 딸 : 방순영
  - 딸 : 방선영

## 같이 보기
- 조선일보사
- 방응모
- 방일영
- 방우영
- 방상훈
- 조만식
- 안재홍
- 이광수

## 참고 자료
- 방일영문화재단, 《격랑60년 방일영과 조선일보》 (방일영문화재단, 1999)
- 이동욱, 《계초 방응모》 (방일영문화재단, 1996)